# 普兰凡
普兰凡（法語：Plainfaing，法語發音：[plɛ̃fɛ̃] ⓘ）是法国大东部大区孚日省的一个市镇，位于该省东部，属于孚日圣迪耶区。

## 地理
普兰凡（48°10'20"N, 7°0'49"E）面积38.56 平方千米，位于法国大東部大區孚日省，该省份为法国东北部内陆省份，北起默兹省和默尔特-摩泽尔省，西接上马恩省，南至上索恩省和贝尔福地区省，东临上莱茵省和下莱茵省。
与普兰凡接壤的市镇（或旧市镇、城区）包括：弗赖兹、勒博诺姆、奥尔贝、苏尔策伦、默尔特河畔邦-克莱夫西、勒瓦尔坦。

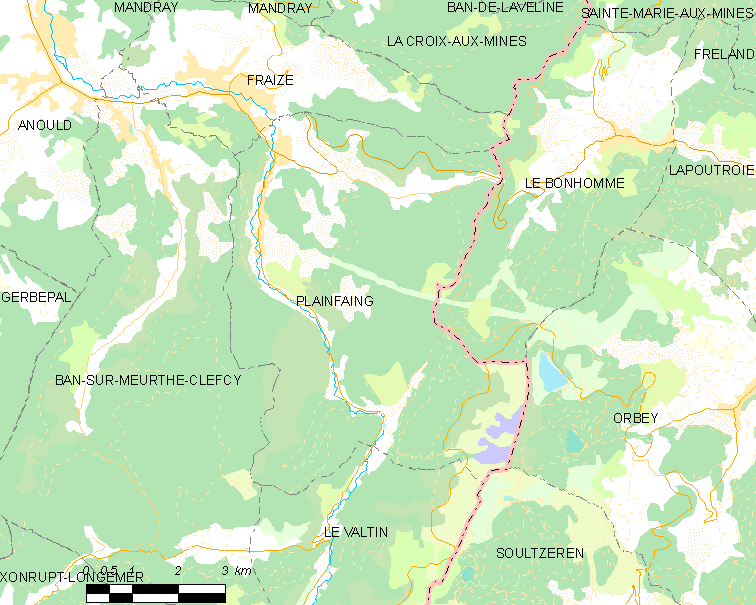
普兰凡的OSM定位图

普兰凡的时区为UTC+01:00、UTC+02:00（夏令时）。

## 行政
普兰凡的邮政编码为88230，INSEE市镇编码为88349。

## 政治
普兰凡所属的省级选区为热拉尔梅县。

## 人口

1962-2008年间普兰凡人口变化图示

普兰凡于2022年1月1日时的人口数量为1592人。